# Mac Otten
Mac William Otten (Bellefontaine, 16 dicembre 1925 – Centerville, 26 dicembre 2015) è stato un cestista statunitense, professionista nella NBA e nella NPBL.
Era il fratello di Don Otten.

## Carriera
Venne selezionato dagli Indianapolis Jets nel Draft BAA 1949.